# Лангар (Араванский район)
Лангар (кирг. Лангар) — село в Араванском районе Ошской области Кыргызстана. Входит в состав Нурабадского айылного аймака.

## География
Село расположено в западной части области, на расстоянии приблизительно 5 километров (по прямой) к северо-западу от села Араван, административного центра района. Абсолютная высота — 622 метра над уровнем моря.

## Население
Согласно оценочным данным Национального статистического комитета Кыргызской Республики, численность населения села на начало 2023 года составляла 3074 человека.
| год     | 2009 | 2014 | 2015 | 2020 | 2021 | 2023 |
| ------- | ---- | ---- | ---- | ---- | ---- | ---- |
| человек | 2557 | 2650 | 2671 | 2881 | 2897 | 3074 |